# Pseudosagitta lyra
Pseudosagitta lyra är en djurart som tillhör fylumet pilmaskar, och som först beskrevs av August David Krohn 1853.  Pseudosagitta lyra ingår i släktet Pseudosagitta och familjen Sagittidae. Inga underarter finns listade i Catalogue of Life.